# Basketbal op de Olympische Zomerspelen 1968

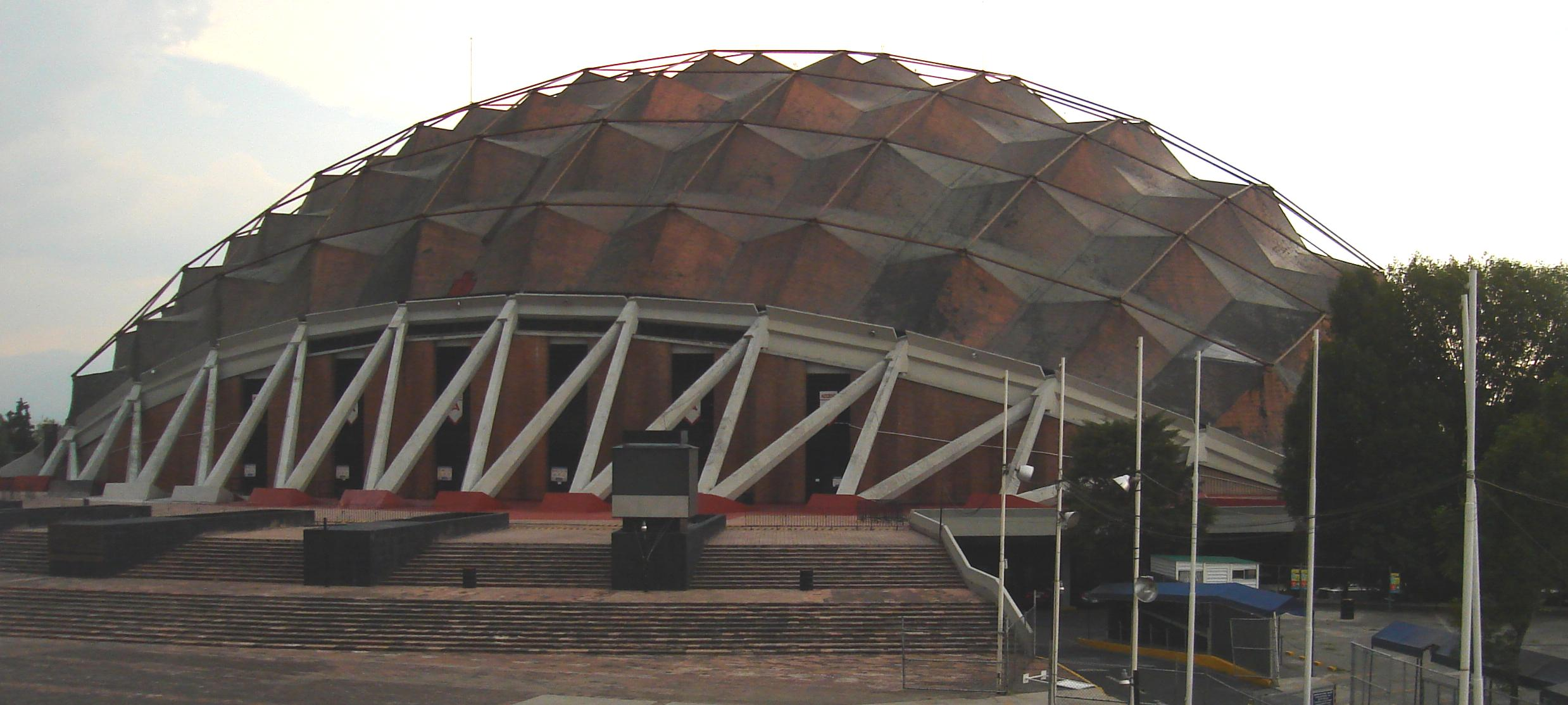
Stadion

Basketbal is een van de sporten die beoefend werden tijdens de Olympische Zomerspelen 1968 in Mexico-Stad.

## Mannen

### Voorronde

#### Groep A
| Datum      | Land             | Score    | Land        |
| ---------- | ---------------- | -------- | ----------- |
| 13 oktober | Verenigde Staten | 81 - 46  | Spanje      |
| 13 oktober | Italië           | 91 - 66  | Filipijnen  |
| 13 oktober | Puerto Rico      | 69 - 26  | Senegal     |
| 13 oktober | Joegoslavië      | 96 - 85  | Panama      |
| 14 oktober | Verenigde Staten | 93 - 36  | Senegal     |
| 14 oktober | Spanje           | 108 - 79 | Filipijnen  |
| 14 oktober | Joegoslavië      | 93 - 72  | Puerto Rico |
| 14 oktober | Italië           | 94 - 87  | Panama      |
| 15 oktober | Joegoslavië      | 84 - 65  | Senegal     |
| 15 oktober | Spanje           | 88 - 82  | Panama      |
| 15 oktober | Verenigde Staten | 96 - 75  | Filipijnen  |
| 15 oktober | Italië           | 68 - 65  | Puerto Rico |
| 16 oktober | Panama           | 95 - 92  | Filipijnen  |
| 16 oktober | Spanje           | 86 - 62  | Puerto Rico |
| 16 oktober | Italië           | 81 - 55  | Senegal     |
| 16 oktober | Verenigde Staten | 73 - 58  | Joegoslavië |
| 18 oktober | Verenigde Staten | 95 - 60  | Panama      |
| 18 oktober | Spanje           | 64 - 54  | Senegal     |
| 18 oktober | Puerto Rico      | 89 - 65  | Filipijnen  |
| 18 oktober | Joegoslavië      | 80 - 69  | Italië      |
| 19 oktober | Filipijnen       | 80 - 68  | Senegal     |
| 19 oktober | Puerto Rico      | 80 - 69  | Panama      |
| 19 oktober | Joegoslavië      | 92 - 79  | Spanje      |
| 19 oktober | Verenigde Staten | 100 - 61 | Italië      |
| 20 oktober | Panama           | 94 - 79  | Senegal     |
| 20 oktober | Italië           | 98 - 86  | Spanje      |
| 20 oktober | Joegoslavië      | 89 - 68  | Filipijnen  |
| 20 oktober | Verenigde Staten | 61 - 56  | Puerto Rico |

| Groep A |                  |             |             |             |            |            |            |        |
| #       | Land             | Wedstrijden | Wedstrijden | Wedstrijden | Doelpunten | Doelpunten | Doelpunten | Punten |
| #       | Land             | G           | W           | V           | V          | T          | Saldo      | Punten |
| 1       | Verenigde Staten | 7           | 7           | 0           | 599        | 392        | 207        | 14     |
| 2       | Joegoslavië      | 7           | 6           | 1           | 592        | 511        | 81         | 13     |
| 3       | Italië           | 7           | 5           | 2           | 562        | 539        | 23         | 12     |
| 4       | Spanje           | 7           | 4           | 3           | 557        | 548        | 9          | 11     |
| 5       | Puerto Rico      | 7           | 3           | 4           | 493        | 468        | 25         | 10     |
| 6       | Panama           | 7           | 2           | 5           | 572        | 624        | -52        | 9      |
| 7       | Filipijnen       | 7           | 1           | 6           | 525        | 636        | -111       | 8      |
| 8       | Senegal          | 7           | 0           | 7           | 383        | 565        | -182       | 7      |

#### Groep B
| Datum      | Land        | Score    | Land       |
| ---------- | ----------- | -------- | ---------- |
| 13 oktober | Brazilië    | 98 - 52  | Marokko    |
| 13 oktober | Sovjet-Unie | 91 - 50  | Polen      |
| 13 oktober | Mexico      | 75 - 62  | Zuid-Korea |
| 13 oktober | Bulgarije   | 70 - 61  | Cuba       |
| 14 oktober | Sovjet-Unie | 123 - 51 | Marokko    |
| 14 oktober | Polen       | 77 - 67  | Zuid-Korea |
| 14 oktober | Brazilië    | 75 - 59  | Bulgarije  |
| 14 oktober | Mexico      | 76 - 75  | Cuba       |
| 15 oktober | Bulgarije   | 77 - 59  | Marokko    |
| 15 oktober | Polen       | 78 - 75  | Cuba       |
| 15 oktober | Sovjet-Unie | 89 - 58  | Zuid-Korea |
| 15 oktober | Brazilië    | 60 - 53  | Mexico     |
| 16 oktober | Sovjet-Unie | 81 - 56  | Bulgarije  |
| 16 oktober | Mexico      | 86 - 38  | Marokko    |
| 16 oktober | Brazilië    | 88 - 51  | Polen      |
| 16 oktober | Cuba        | 80 - 71  | Zuid-Korea |
| 18 oktober | Polen       | 85 - 48  | Marokko    |
| 18 oktober | Sovjet-Unie | 100 - 66 | Cuba       |
| 18 oktober | Brazilië    | 91 - 59  | Zuid-Korea |
| 18 oktober | Mexico      | 73 - 63  | Bulgarije  |
| 19 oktober | Zuid-Korea  | 76 - 54  | Marokko    |
| 19 oktober | Polen       | 69 - 67  | Bulgarije  |
| 19 oktober | Brazilië    | 84 - 68  | Cuba       |
| 19 oktober | Sovjet-Unie | 82 - 62  | Mexico     |
| 20 oktober | Cuba        | 89 - 53  | Marokko    |
| 20 oktober | Bulgarije   | 64 - 60  | Zuid-Korea |
| 20 oktober | Mexico      | 68 - 63  | Polen      |
| 20 oktober | Sovjet-Unie | 76 - 65  | Brazilië   |

| Groep B |             |             |             |             |            |            |            |        |
| #       | Land        | Wedstrijden | Wedstrijden | Wedstrijden | Doelpunten | Doelpunten | Doelpunten | Punten |
| #       | Land        | G           | W           | V           | V          | T          | Saldo      | Punten |
| 1       | Sovjet-Unie | 7           | 7           | 0           | 642        | 408        | 234        | 14     |
| 2       | Brazilië    | 7           | 6           | 1           | 561        | 418        | 143        | 13     |
| 3       | Mexico      | 7           | 5           | 2           | 493        | 443        | 50         | 12     |
| 4       | Polen       | 7           | 4           | 3           | 473        | 504        | -31        | 11     |
| 5       | Bulgarije   | 7           | 3           | 4           | 456        | 478        | -22        | 10     |
| 6       | Cuba        | 7           | 2           | 5           | 514        | 532        | -18        | 9      |
| 7       | Zuid-Korea  | 7           | 1           | 6           | 453        | 530        | -77        | 8      |
| 8       | Marokko     | 7           | 0           | 7           | 355        | 634        | -279       | 7      |

### Plaatsingsronde

#### 13e t/m 16e plaats
| Datum      | Land       | Score   | Land    |
| ---------- | ---------- | ------- | ------- |
| 22 oktober | Zuid-Korea | 76 - 59 | Senegal |
| 22 oktober | Filipijnen | 86 - 57 | Marokko |

#### 9e t/m 12e plaats
| Datum      | Land        | Score   | Land   |
| ---------- | ----------- | ------- | ------ |
| 22 oktober | Bulgarije   | 83 - 79 | Panama |
| 22 oktober | Puerto Rico | 71 - 65 | Cuba   |

#### 5e t/m 8e plaats
| Datum      | Land   | Score   | Land   |
| ---------- | ------ | ------- | ------ |
| 22 oktober | Polen  | 66 - 52 | Italië |
| 22 oktober | Mexico | 73 - 72 | Spanje |

#### 15e en 16e plaats
| Datum      | Land    | Score   | Land    |
| ---------- | ------- | ------- | ------- |
| 23 oktober | Senegal | 42 - 38 | Marokko |

#### 13e en 14e plaats
| Datum      | Land       | Score   | Land       |
| ---------- | ---------- | ------- | ---------- |
| 23 oktober | Filipijnen | 66 - 63 | Zuid-Korea |

#### 11e en 12e plaats
| Datum      | Land | Score   | Land   |
| ---------- | ---- | ------- | ------ |
| 23 oktober | Cuba | 91 - 88 | Panama |

#### 9e en 10e plaats
| Datum      | Land        | Score   | Land      |
| ---------- | ----------- | ------- | --------- |
| 23 oktober | Puerto Rico | 67 - 57 | Bulgarije |

#### 7e en 8e plaats
| Datum      | Land   | Score   | Land   |
| ---------- | ------ | ------- | ------ |
| 25 oktober | Spanje | 88 - 72 | Italië |

#### 5e en 6e plaats
| Datum      | Land   | Score   | Land  |
| ---------- | ------ | ------- | ----- |
| 25 oktober | Mexico | 75 - 65 | Polen |

### Halve Finales
| Datum      | Land             | Score   | Land        |
| ---------- | ---------------- | ------- | ----------- |
| 22 oktober | Joegoslavië      | 63 - 62 | Sovjet-Unie |
| 22 oktober | Verenigde Staten | 75 - 63 | Brazilië    |

### Bronzen Finale
| Datum      | Land        | Score   | Land     |
| ---------- | ----------- | ------- | -------- |
| 25 oktober | Sovjet-Unie | 70 - 53 | Brazilië |

### Finale
| Datum      | Land             | Score   | Land        |
| ---------- | ---------------- | ------- | ----------- |
| 25 oktober | Verenigde Staten | 65 - 50 | Joegoslavië |

### Eindrangschikking
| Goud | Zilver | Brons | 4 |
| Verenigde Staten Mike Barrett John Clawson Don Dee Calvin Fowler Spencer Haywood Bill Hosket Jim King Glynn Saulters Charlie Scott Mike Silliman Ken Spain Jo Jo White                               | Joegoslavië Dragutin Čermak Krešimir Ćosić Vladimir Cvetković Ivo Daneu Radivoj Korać Zoran Maroević Nikola Plećaš Trajko Rajković Dragoslav Ražnatović Petar Skansi Damir Šolman Aljoša Žorga                        | Sovjet-Unie Anatoli Krikun Modestas Paulauskas Zoerab Sakandelidze Vadim Kapranov Joeri Selichov Anatolij Polivoda Sergej Belov Priit Tomson Serhij Kovalenko Gennadi Volnov Jaak Lipso Vladimir Andrejev                                | Brazilië Ubiratan Pereira Maciel Wlamir Marques Rosa Branca Mosquito Antonio Salvador Sucar Hélio Rubens Garcia José Edvar Simões Luis Cláudio Menon Sérgio Macarrão José Aparecido dos Santos Celso Luiz Scarpini Zé Geraldo |
| 5 | 6 | 7 | 8 |
| Mexico Manuel Raga Arturo Guerrero Ricardo Pontvianne Luis Enrique Grajeda Rafael Heredia Antonio Ayala Alejandro Guzmán John Hatch Carlos Quintanar Miguel Arellano Oscar Asiain Fernando Tiscareño | Polen Edward Jurkiewicz Mieczysław Łopatka Bohdan Likszo Włodzimierz Trams Bolesław Kwiatkowski Grzegorz Korcz Kazimierz Frelkiewicz Andrzej Kasprzak Adam Niemiec Andrzej Pasiorowski Czesław Malec Henryk Cegielski | Spanje Clifford Luyk Emiliano Rodríguez Francesc Buscató Vicente Ramos Lorenzo Alocen Enric Margall Antonio Nava José Luis Sagi-Vela Alfonso Martínez Jesús Codina Juan Antonio Martínez Arroyo Luis Carlos Santiago Zabaleta            | Italië Massimo Masini Paolo Vittori Gabriele Vianello Carlo Recalcati Ottorino Flaborea Sauro Bufalini Massimo Cosmelli Gianluigi Jessi Gianfranco Lombardi Enrico Bovone Corrado Pellanera Guido Carlo Gatti                 |
| 9 | 10 | 11 | 12 |
| Puerto Rico Raymond Dalmau Teofilo Cruz Bill McCadney Joe Hatton Rubén Adorno Alberto Zamot Angel Cancel Tomás Gutiérrez Mariano Ortíz Francisco Córdova Jaime Frontera Adolfo Porrata               | Bulgarije Mintsjo Dimov Georgi Christov Bojsjo Branzov Stefan Filipov Emil Michajlov Pando Pandov Christo Dojtsjinov Valentin Spasov Ivajlo Kirov Dimitar Sachanikov Stanislav Bojadizjev Slavejko Rajtsjev           | Cuba Ruperto Herrera Tabio Pedro Chappé García Franklin Standard Johnson Rafael Cañizares Poey Conrado Pérez Armenteros Pablo García César Valdés Inocente Cuesta Jacinto González Miguel Montalvo Miguel Calderón Gómez Carlos del Pozo | Panama Davis Peralta Norris Webb Luis Sinclair Pedro Rivas Eliecer Ellis Calixto Malcon Nicolas Alvarado Ernesto Agard Francisco Checa Julio Osorio Percibal Blades Ramón Reyes                                               |
| 13 | 14 | 15 | 16 |
| Filipijnen Orlando Bauzon Danny Florencio Robert Jaworski Jimmy Mariano Alfonso Márquez Rogelio Melencio Edgardo Ocampo Adriano Papa Jr. Alberto Reynoso Joaquín Rojas Elias Tolentino Renato Reyes  | Zuid-Korea Shin Dong-pa Lee In-pyo Kim Young-il Kim Moo-hyun Kim In-kun Choi Jong-kyu Lee Kyung-jae Ha Ui-kun Yoo Hee-hyung Park Han Lee Byung-koo Kwak Hyun-chae                                                     | Senegal Cheikh Fall Moussa Sene Alioune Gueye Babacar Dia Papa Diop Mousse N'Diaye Babacar Traore Claude Sadio Claude Constantino Babacar Seck Mansour Diagne Doudou Camara                                                              | Marokko Abdelwahed Bensiamar Abderraouf Laghrissi Mohamed Alaoui Mokhtar Seyad Fathallah Bouazzaoui Abdeljebbar Belgnaoui Khalil El Yamani Noureddine Cherradi Moulay Riad Allal Bel Caid Abderrahmane Sebbar Farouk Dioury   |

St. Louis 1904 · Berlijn 1936 · Londen 1948 · Helsinki 1952 · Melbourne 1956 · Rome 1960 · Tokio 1964 · Mexico-Stad 1968 · München 1972 · Montréal 1976 · Moskou 1980 · Los Angeles 1984 · Seoel 1988 · Barcelona 1992 · Atlanta 1996 · Sydney 2000 · Athene 2004 · Peking 2008 · Londen 2012 · Rio de Janeiro 2016 · Tokio 2020 · Parijs 2024 · Los Angeles 2028
Medaillewinnaars 
Atletiek · Basketbal · Boksen · Gewichtheffen · Hockey · Kanovaren · Moderne vijfkamp · Paardensport · Pelota (demonstratie) · Roeien · Schermen · Schietsport · Schoonspringen · Tennis (demonstratie) · Turnen · Voetbal · Volleybal · Waterpolo · Wielersport · Worstelen · Zeilen · Zwemmen